# Pidonia foveolata
Pidonia foveolata är en skalbaggsart som beskrevs av Holzschuh 1998. Pidonia foveolata ingår i släktet Pidonia och familjen långhorningar. Inga underarter finns listade i Catalogue of Life.